# Арабска митология
Арабската митология включва древните предислямски вярвания на арабите.
Преди налагането и кодифицирането на исляма на арабския полуостров през 622 г., година първа от ислямския календар, в центъра на исляма – Кааба в Мека, няма единен символ на „Бога“, както има сега — там са събрани идолите на 360 божества на различни арабски племена. Кааба е изпълнен със символи, представящи демони, джинове, полубогове и други същества, които изобразяват богатството и дълбочината на политеистичното общество на предислямска Древна Арабия.

## Същност
Арабската митология не е единна система. Това се дължи на номадския и полуномадски начин на живот на арабските племена. Най-развити митологични системи имат жителите на оазисите, водещи по-уседнал живот, и тези от древните държавни образувания Лихян, Кедар и др. Някои арабски племена влизат в по-близък контакт с народите на Сирия и Палестина, което води до известен синтез на културите и митологиите им. Поради всичко това арабската митология може да бъде представена като конгломерат от взаимно влияещи си митологични системи. В представите на отделни арабски общности едно и също божество може да има различно място и функции, да се променят облика и името му, както и божества с различни имена да приемат приблизително общи черти и функции. Това се дължи и на обстоятелството, че се почитат както локални, така и общи божества. От своя страна това води и до сливане на различните богове, което е резултат и от номадския начин на живот от една страна, и обединяването на отделни племена (т. нар. синойкизъм), от друга. Това сливане е подпомогнато и от често срещаната представа, че името на върховното божество е табуирано и замяната му с прозвище — една от малкото общи черти за арабската митология. Това табуиране води и до появата на нови божества, превръщайки ипостасите на върховното божество в отделни богове или обратното, – приемайки отделните божества като проявления на едно върховно божество.
Арабската митология персонифицира и обожествява природните явления – дъжд, вятър, гръмотевици и т.н. Силно почитани са Луната, планетата Венера и Слънцето, на което, заради пустинните условия на живот, са придавани черти на гибелно божество. Божествата на плодородието и скотовъдството са с второстепенна роля, тъй като техните функции най-често са присъщи на върховното божество. Освен тези функции, то (върховното божество) обикновено се изявява и като демиург, прародител, владетел на небето и, почти навсякъде, повелител на дъжда. Почитани са и дървета, извори, кладенци, камъни и т.н., смятани за дом и/или превъплъщение на отделни духове или божества. Прави се разлика между световете на духовете (джиновете) и боговете.
В един по-късен период, вероятно в резултат от сливането на отделни местни върховни божества, в земите на Северна и Централна Арабия се появява едно общо върховно божество с името Аллах, приемано за творец на света и баща на боговете. Арабите от Сирийската пустиня почитат богинята Аллат като негова съпруга и майка на боговете. В Централна Арабия Аллат, Манат и Уза са приемани за дъщери на Аллах, но в някои южни части Уза се смята за майка на Аллат и Манат.

## Ислям и фолклор
Приказките за джинове, вълшебни лампи, летящи килимчета и желания, част от приказките от Хиляда и една нощ и други творби, са пренасяни през поколенията. Ислямската митология до голяма степен е повлияна от арабската митология и често е трудно двете да бъдат разграничени.